# Hydrillodes palpata
Hydrillodes palpata är en fjärilsart som beskrevs av Louis Beethoven Prout. Hydrillodes palpata ingår i släktet Hydrillodes och familjen nattflyn. Inga underarter finns listade i Catalogue of Life.